# Seznam uměleckých realizací ve veřejném prostoru v Bohnicích
Seznam uměleckých realizací v Bohnicích v Praze 8 obsahuje tvorbu výtvarných umělců umístěnou ve veřejném prostoru v katastrálním území Bohnice. Seznam je řazen podle ulic a nemusí být úplný.

## Seznam uměleckých realizací
| Název                                        | Fotografie                                                                  | Lokace                                                   | Autor                                  | Rok  | Popis                        | Poznámka                                                                    |
| -------------------------------------------- | --------------------------------------------------------------------------- | -------------------------------------------------------- | -------------------------------------- | ---- | ---------------------------- | --------------------------------------------------------------------------- |
| Chlapec                                      |                                                                             | Dolákova 555/1 50°7′58,39″ s. š., 14°24′12,5″ v. d.      | Ivan Racek (1924–2003)                 | 1985 | socha, bronz                 | uzavřené atrium školy                                                       |
| Pták se sluncem v křídle                     | Kategorie „Pták se sluncem v křídle (Václav Frydecký)“ na Wikimedia Commons | Hlivická 400/1 50°7′55,72″ s. š., 14°25′17,18″ v. d.     | Václav Frydecký (1931–2011)            | 1985 | socha, pískovec              | areál školy                                                                 |
| Drak                                         | Kategorie „Drak (Antonín Bartoš)“ na Wikimedia Commons                      | Lindavská 50°7′47,61″ s. š., 14°25′57,3″ v. d.           | Antonín Bartoš (*1933)                 | 1989 | keramická plastika, keramika | volný prostor                                                               |
| Klauni                                       | Kategorie „Klauni (Antonín Bartoš)“ na Wikimedia Commons                    | Lindavská 50°7′46,04″ s. š., 14°25′56,62″ v. d.          | Antonín Bartoš (*1933)                 | 1989 | keramická plastika, keramika | dětské hřiště                                                               |
| Zahrada                                      |                                                                             | Na Hranicích 674/18 50°8′3,81″ s. š., 14°25′59,94″ v. d. | Josef Mžyk (*1944)                     | 1981 | dekorativní stěna, hliník    | domov důchodců, průčelí                                                     |
| Prolézačka se skluzavkou na sídlišti Bohnice |                                                                             | Poznaňská 462/32 50°7′46,5″ s. š., 14°25′14,43″ v. d.    | Pavel Vilímek (*1939)                  | 1985 | herní prvek; ocel, laminát   | zahrada mateřské školy                                                      |
| Zvěrokruh                                    | Kategorie „Zvěrokruh (Karel Nepraš)“ na Wikimedia Commons                   | Řepínská 50°8′1″ s. š., 14°25′58,82″ v. d.               | Karel Nepraš (1932–2002)               | 1981 | sousoší, glazovaná keramika  | zahrada Domova důchodců v Bohnicích                                         |
| Tři plastiky pro mateřskou školu             |                                                                             | Řešovská 490/8 50°7′47,74″ s. š., 14°24′38,96″ v. d.     | Marie Kotrbová-Procházková (1930–2013) | 1985 | sousoší, keramika            | zahrada mateřské školy                                                      |
| Křtitelnice                                  | Kategorie „Křtitelnice (Zdeněk Šimek)“ na Wikimedia Commons                 | Ústavní 91 50°8′5,97″ s. š., 14°25′27,71″ v. d.          | Zdeněk Šimek (1927–1970)               | 1967 | křtitelnice, vápenec         | kostel sv.Václava, nebyla určena pro tento kostel, zde osazena po roce 1990 |
| Paneláková kráva                             |                                                                             | Ústavní 91/1 50°8′4,71″ s. š., 14°25′13,29″ v. d.        | Jakub Nepraš                           | 2004 | socha                        | CowParade Praha 2004; PLB, pavilon 7                                        |